# Пузыреплодник
Пузырепло́дник (лат. Physocarpus) — род листопадных кустарников семейства Розовые.
Некоторые виды используются как декоративные кустарники в одиночных и групповых посадках, в качестве подлеска в изреженных лесных насаждениях, вдоль дорог и железнодорожных магистралей, для высоких живых изгородей.
Название от греческого др.-греч. φυσαλλίδα — пузырь, др.-греч. καρπός — плод.

## Ботаническое описание
Род объединяет листопадные кустарники с густой кроной. Кора коричневато-серая, отслаивающаяся тонкими продольными пластинками.
Листорасположение очерёдное: листья 3-5-пальчатолопастные, зубчатые, голые или опушённые, черешковые, с опадающими прилистниками, осенью сначала краснеют, затем желтеют и позднее буреют.
Цветки в щитковидных соцветиях на концах коротких боковых веточек, белые или розоватые, обоеполые, чашелистиков и лепестков по 5, тычинок много (20-40), пестиков 1-5, более или менее сросшихся при основании и содержащих по 2-5 семяпочек; гипантий колокольчатый.
Плод — сложная листовка, состоящая из более или менее вздутых кожистых голых или опушённых листовок, при созревании краснеющих, раскрывающихся на вершине. Семена с твёрдой кожурой, блестящие.

## Распространение и экология
Распространён в Северной Америке и Восточной Азии. В России дико растут 2 вида, интродуцировано 4 вида.
К почвам неприхотлив. Плохо переносит избыточное увлажнение, застойной влаги не переносит.

## Хозяйственное значение и использование

### В декоративном садоводстве

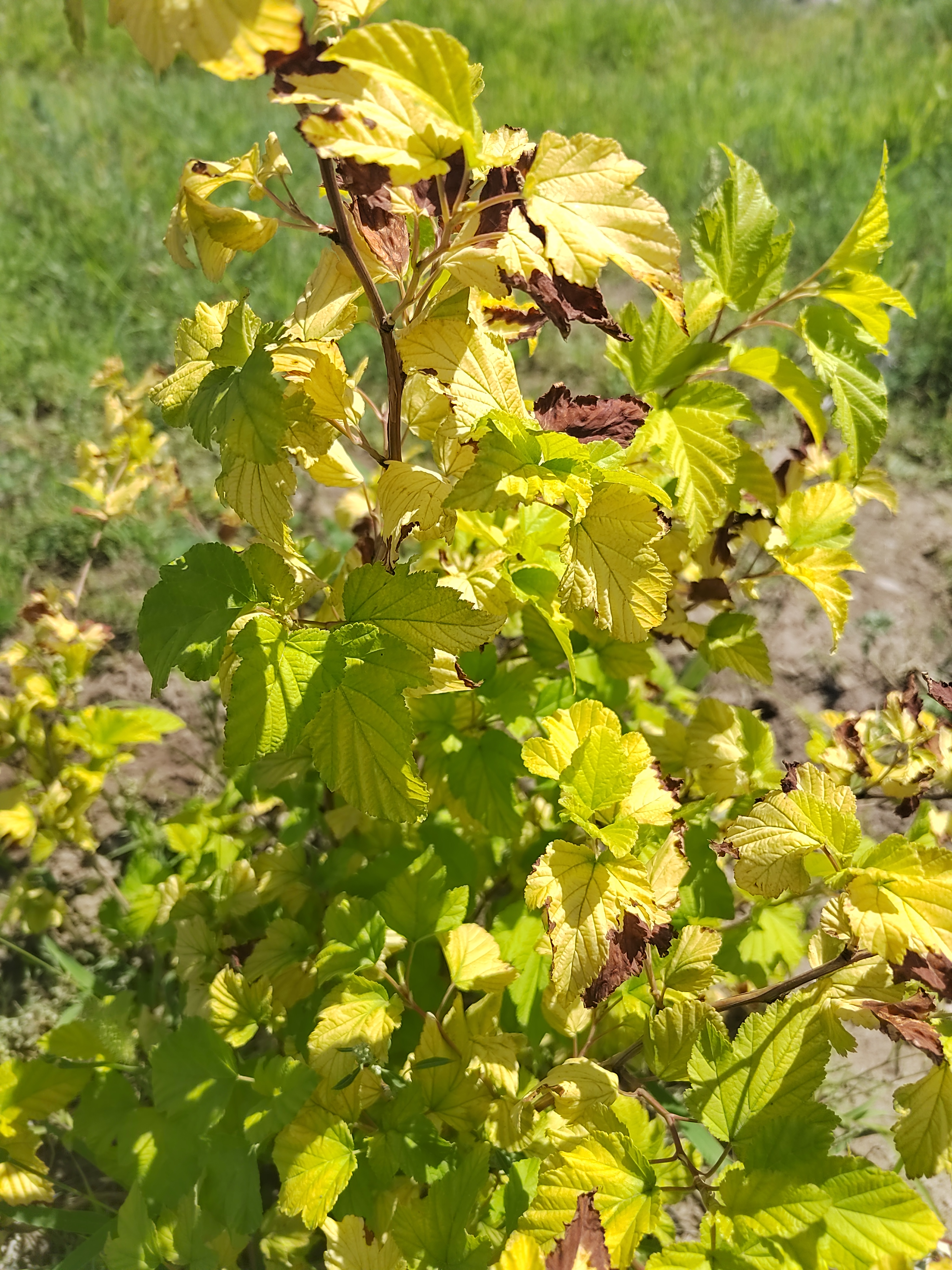
Пузыреплодник калинолистный Энжел Голд

Виды и сорта рода интродуцированы в качестве декоративных растений во многих регионах России. 
Ботанический сад БИН РАН (г. Санкт-Петербург)
Первое упоминание этого рода в каталогах ботанического сада Санкт-Петербурга относится к 1793 г.: Ph. opulifolius. В середине XIX в. в коллекции появился Ph. amurensis. Семена доставлены К. И. Максимовичем в 1856 г. В конце XIX в. были испытаны еще два североамериканских вида: Ph. capitatus и Ph. monogynus. К последней четверти XIX в. относится и появление в коллекции трех форм Ph. opulifolius (f. luteus, f. nanus, f. aureo-marginatum), из которых f. luteus при неоднократном восстановлении оказалась наиболее устойчивой в саду.
В 1931 г. в «Перечне семян» упоминаются как плодоносящие два вида, начало выращивания которых относится, вероятно, к 20-м гг. XX в. и которые были недолговечны в коллекции как при первичном, так и при повторном испытании: Ph. intermedius. и Ph. malvaceus. В 1949—1953 гг. в каталогах числился Ph. intermedia var. parvifolia. Последними были испытаны Ph. bracteatus и Ph. ribesifolia.
В настоящее время в парке растут три старых экземпляра этого рода. Самый старый экземпляр Ph. amurensis посажен в XIX в. Возможно, является самым старым экземпляром этого вида не только в парке, но и в культуре вообще. Также растёт пузыреплодник амурский, посаженный в 1934 г. Самый старый экземпляр Ph. opulifolius посажен в 1938 г.
Главный ботанический сад имени Н. В. Цицина РАН (г. Москва)
Ph. bracteatus 2 образца (6 экз.). В 29 лет высота 4,4 м, диаметр кроны 400 см. Вегетирует с середины апреля до середины октября. Темп роста средний. Цвётет во второй половине июня. Плодоносит с 4-5 лет, плоды созревают в конце августа. Зимостойкость I. Всхожесть семян 2%. Укореняется 100% черенков при обработке фитоном. Группа перспективности I. Рекомендуется для озеленения Москвы. 

Ph. capitatus. В ГБС с 1951 г. 4 образца (9 экз.). В 32 года высота 4,6 м, диаметр кроны 320 см. Вегетирует с середины апреля до начала октября. Темп роста средний. Цветёт в июне. Плодоносит с 5 лет, плоды созревают в августе-сентябре. Зимостойкость П. Всхожесть семян 4%. Укореняется 100% черенков при обработке фитоном. Группа перспективности I. Рекомендуется для озеленения Москвы. 

Ph. intermedius. В ГБС с 1945 г. 2 образца (4 экз.). В 25 лет высота 5,3 м, диаметр кроны 460 см. Вегетирует с середины апреля до начала октября. Темп роста средний. Цветёт в мае. Плодоносит с 5 лет, плоды созревают в сентябре. Зимостойкость П. Укореняется 100% черенков при обработке фитоном. Группа перспективности I. Рекомендуется для озеленения Москвы. 

Ph. malvacem. В ГБС с 1975 г. 2 образца (8 экз.). В 17 лет высота 4,5 м, диаметр кроны 400 см. Вегетирует с середины апреля до середины октября. Темп роста средний. Цветет в мае. Плоды созревают в сентябре. Зимостойкость П. Укореняется 100% черенков при обработке фитоном. Группа перспективности I. Рекомендуется для озеленения Москвы. 

Ph. monogynus. В ГБС с 1962 г. 3 образца (8 экз.). В 30 лет высота 2,8 м, диаметр кроны 350 см. Вегетирует с середины апреля до октября. Темп роста средний. Цветет в июне. Плоды созревают в августе. Зимостойкость I. Укореняется 100% черенков при обработке фитоном. Группа перспективности I. Рекомендуется для озеленения Москвы. 

Ph. ribesifolius. В ГБС с 1961 г. 5 образцов (16 экз.). В 31 год высота 3,0 м, диаметр кроны 250 см. Вегетирует с начала апреля до середины октября. Темп роста средний. Цветет в конце мая. Плодоносит с 5 лет, плоды созревают в августе. Зимостойкость I. Всхожесть семян 2%. Укореняется 100% черенков при обработке фитоном. Группа перспективности I. Рекомендуется для озеленения Москвы. 

Ph. stellatus. В ГБС с 1967 г. 1 образец (5 экз.). В 25 лет высота 3,5 м, диаметр кроны 300 см. Вегетирует с конца апреля до середины октября. Темп роста средний. Цветет в мае. Плоды созревают в сентябре. Зимостойкость I. Укореняется 100% черенков при обработке фитоном. Группа перспективности I. Рекомендуется для озеленения Москвы.

## Классификация

### Таксономия
- Physocarpus (Cambess.) Raf., 1838, New Fl. 3: 73

Род Пузыреплодник включается в семейство Розовые (Rosaceae) порядка Розоцветные (Rosales), последовательно входящего в более крупные клады Фабиды → Розиды → Суперрозиды → Эвдикоты → Цветковые растения. Таксономическая схема в соответствии с Системой APG IV по состоянию на июнь 2024 года:
|  |                          |  |                                   |                                   |                   |  | еще 8 семейств |               |                   |                                                            |
|  |                          |  |                                   |                                   |                   |  |                |               |                   | 7 подтвержденных видов и 14 видов, ожидающих подтверждения |
|  |                          |  |                                   | порядок Розоцветные               |                   |  |                |               | род Пузыреплодник |                                                            |
|  |                          |  |                                   | порядок Розоцветные               |                   |  |                |               | род Пузыреплодник |                                                            |
|  | клада Цветковые растения |  |                                   |                                   | семейство Розовые |  |                |               |                   |                                                            |
|  | клада Цветковые растения |  |                                   |                                   |                   |  |                |               |                   |                                                            |
|  |                          |  | ещё 63 порядка цветковых растений | ещё 63 порядка цветковых растений |                   |  |                | еще 116 родов | еще 116 родов     |                                                            |
|  |                          |  |                                   | ещё 63 порядка цветковых растений |                   |  |                |               | еще 116 родов     |                                                            |

## Виды
- Physocarpus alternans (M.E.Jones) J.T.Howell
- Physocarpus amurensis (Maxim.) Maxim. — Пузыреплодник амурский
- Physocarpus capitatus (Pursh) Kuntze
- Physocarpus intermedius (Rydb.) C.K.Schneid.
- Physocarpus malvaceus (Greene) Kuntze
- Physocarpus monogynus (Torr.) J.M.Coult.
- Physocarpus opulifolius (L.) Maxim. — Пузыреплодник калинолистный

### Синонимы
- Icotorus Raf.
- Opulaster Medik. ex Kuntze
- Phylocarpos Raf.
- Physocarpa (Cambess.) Raf.
- Physotheca Raf.